# 六月十三
六月 十三（むつき じゅうぞう、1959年6月13日 - ）は、日本のアニメ・ゲーム原作者、脚本家。
大阪府出身。別名義として本名の窪田 正義（くぼた まさよし）がある。
妻はアニメ・漫画原作者、小説家、シナリオライターの有栖川ケイ。

## 人物
- ペンネームの由来は誕生日より。
- 窪田正義名義でアートミックの『機甲創世記モスピーダ』や『メガゾーン23』、六月十三名義でマッドハウスの『電脳都市OEDO808』に携わっている。『電脳都市OEDO808』は発売元がジャパンホームビデオであり、『卒業 〜Graduation〜』が同社から発売されたのはこの時の縁によるものと推測される。
- エニックスのPC用ゲームソフト『ジーザスII』の脚本を手がける。妻の有栖川ケイは同社のプロデューサーだった。
- アニメ・ゲーム企画会社マーカス設立、『卒業 〜Graduation〜』や『センチメンタルグラフティ』の制作に関わる。この頃は窪田名義が多い。
- マーカス倒産後は、夫人の有栖川と共にワンダーファームを設立し、六月十三での名義が中心となる。

## 作品リスト
- 魔物ハンター妖子（1990年、原案）
- 卒業 〜Graduation〜（1992年、プロデューサー）
- お嬢様捜査網（1996年、原案）
- センチメンタルグラフティ（1998年、原案）
- HAND MAID メイ（2000年、原案）[1]
- おとぎストーリー 天使のしっぽ（2001年、原作、シリーズ構成、脚本）
- こすぷれCOMPLEX（2002年、原作）
- 天使のしっぽ Chu!（2003年、原作、シリーズ構成、脚本）
- セイント・ビースト（2003年、企画）
- HAND MAID マイ（2003年、原案）
- 妄想科学シリーズ ワンダバスタイル（2003年、原作、シリーズ構成）
- 流星戦隊ムスメット（2004年、原作）
- 卒業 〜Next Graduation〜（2005年、原作）